# Sayama
Sayama (狭山市?, Sayama-shi) precedentemente noto come Irumagawa, è una città giapponese della prefettura di Saitama. La città, il cui nome significa "seduta su una montagna" è stata fondata il 1 ° luglio 1954.
Il 1º ottobre 2010 la città aveva una popolazione stimata in 157 453 abitanti e una densità di 3210,71 abitanti per km². La superficie totale della città è di 49,04 km².

## Geografia fisica
Sayama confina con le città di Kawagoe, Tokorozawa, Iruma, Hannō e Hidaka ed è attraversata dal fiume Iruma.

## Riferimenti culturali
La città è diventata tristemente nota alle cronache giapponesi per essere stata il luogo del cosiddetto incidente di Sayama, un omicidio del 1963 con il relativo processo terminato con la falsa accusa e la condanna a morte di un innocente, un membro della minoranza burakumin.

## Amministrazione

### Gemellaggi
- Worthington, Stati Uniti
- Hangzhou, Cina